# Ago glain
Ago glain é um molho de mariscos (neste caso, caranguejo), tipicamente acompanhado do condimento picante local, o pilipili, foi considerado o prato nacional do Benim.
Cozem-se os caranguejos vivos numa panela com água a ferver, sal, pimenta e vinagre; com uma escumadeira, vai-se retirando a espuma ou outras impurezas que venham ao de cima. Quando o caranguejo estiver cozido, juntam-se tomates inteiros, louro, Salsa e uma cebola inteira onde se espetaram cravinhos-de-cabeça. Retiram-se os tomates antes de se desfazerem e continua a cozer-se até a cebola estar cozida. Tiram-se os caranguejos, deixam-se arrefecer e separa-se toda a carne, deixando as carapaças inteiras para servir a carne; entretanto, mistura-se com sumo de lima e reserva-se. A água de cozer os caranguejos com os seus temperos pode ser usada para cozer o arroz que tradicionalmente acompanha este prato.
Para o molho, frita-se cebola em óleo e juntam-se os tomates cozidos, mexendo enquanto ferve, para obter um creme homogéneo; junta-se o pilipili e serve-se por cima do arroz, colocando por cima as carapaças dos caranguejos com a respetiva carne.
Supostamente, este prato é típico dos fons, um dos grupos étnicos do antigo Reino do Daomé; quando alguns destes africanos foram levados para a América como escravos, levaram consigo esta receita que, nos países francófonos das Caraíbas é conhecido por “caranguejo-matutu”.